# Dichrooscytus rufipennis
Dichrooscytus rufipennis är en insektsart som först beskrevs av Carl Fredrik Fallén 1807.  Dichrooscytus rufipennis ingår i släktet Dichrooscytus och familjen ängsskinnbaggar. Arten är reproducerande i Sverige. Inga underarter finns listade i Catalogue of Life.